# RK Speed
 Der er for få eller ingen kildehenvisninger i denne artikel, hvilket er et problem. Du kan hjælpe ved at angive troværdige kilder til de påstande, som fremføres i artiklen.

RK Speed er Danmarks ældste rugby klub, der officielt er grundlagt i 1949, men som bygger på en klub, der var oprettet i 1946 af soldater, der havde kæmpet sammen med briterne under 2. verdenskrig. Klubben har været danske mestre 11 gange, har 3 gange vundet pokalmesterskaberne samt 1 gang vundet det Nordiske Mesterskab for klubhold. 

## Historie
Efter anden verdenskrig samledes en gruppe unge danskere, der havde deltaget som frivillige i krigen for Storbritannien. Under militærtjenesten havde de lært at spille rugby, som er meget udbredt i det britiske militær. De mødtes i København og blev enige om at starte deres egen rugbyklub kaldet Ex-Army. De spillede imod udefra kommende hold fra Storbritannien og senere imod Politiets Rugbyklub, der blev startet i 1948-49 af Eigil Hemmert Lund der senere stiftede D.R.U. (Dansk Rugby Union).
I starten af 1949 måtte man konstatere at interessen for spillet var dalet imellem de "gamle soldater". Men da man samtidig havde flere interesserede, der ville i gang med at spille måtte man starte en ganske almindelig sportsklub. Man indkaldte så alle interesserede til et møde den 1. marts 31. marts 1949. De fremmødte var dels nye medlemmer samt de soldater der ønskede at fortsætte. Man skulle så finde et navn til den nye klub der selvfølgelig ikke kunne hedde EX-ARMY og blev så enig om to navne hvoraf det ene var SPEED, da der var demokrati blev begge navne lagt i en høj hat og navnet, der blev trukket op er klubbens navn.
| Rugby | Spire Denne artikel om rugby er en spire som bør udbygges. Du er velkommen til at hjælpe Wikipedia ved at udvide den. |